# Tangara à crête fauve
Tachyphonus surinamus
Espèce
Statut de conservation UICN

 LC  : Préoccupation mineure
Le Tangara à crête fauve (Tachyphonus surinamus) est une espèce de passereau appartenant à la famille des Thraupidae.